# François Desharnais
 (septembre 2020).
Si vous disposez d'ouvrages ou d'articles de référence ou si vous connaissez des sites web de qualité traitant du thème abordé ici, merci de compléter l'article en donnant les références utiles à sa vérifiabilité et en les liant à la section « Notes et références ».
 (septembre 2020).
Pour les articles homonymes, voir Desharnais.
François Desharnais, né en août 1966, est un peintre québécois de la région des Bois-Francs. Il est notamment le créateur de plusieurs œuvres picturales relatant les événements de 1837-1839 au Bas-Canada.

## Biographie
François Desharnais vit à Québec. Après avoir étudié en arts visuels à l'Université Laval et complété un certificat en enseignement des arts, il peint plusieurs séries dont Dieppe, Canadiens-français en guerre, Canadiens-français en paix et 175e anniversaire des Patriotes[réf. nécessaire].

## Expositions
- 1984 : Collectif : Art actuel, Saint-Augustin-de-Desmaures (Québec)
- 1997 : Solo : Ouverture de l'École des Sourds, Québec (Québec)
- 2000 : Solo : Ouverture de l'Année Internationale de la Culture de la paix pour l'UNESCO, Québec (Québec)
- 2000 : Solo : Canadiens français en guerre ; Canadiens français en paix, Citadelle de Québec, 22e Régiment, Québec (Québec)
- 2001 : Solo : Mankind, Grand Théâtre de Québec, Québec (Québec)
- 2002 : Coll. : Galerie Art & Miss, Paris, France
- 2002 : Solo : Malatesta Gallery, San Francisco, Californie
- 2007 : Solo : Oh La La Gallery, Town Square, Las Vegas, Nevada
- 2009 : Solo : Hommage à Michel Donato, Largo Resto-Club, Québec (Québec)
- 2010 : Coll. : Galerie Art & Miss, Kiev, Ukraine
- 2010 : Solo : Festival de Jazz 2010, Québec (Québec)
- 2011 : Solo : Festival de Jazz 2011, Québec (Québec)
- 2012 : Solo : 175e anniversaire des Patriotes, Grand Théâtre, Québec (Québec)
- 2012 : Solo : 175e anniversaire des Patriotes, Centre d’exposition La prison des Patriotes, Montréal (Québec)
- 2013, 2014, 2015, 2016, 2017 : Coll. Courtepeintres, Bibliothèque Roger-Lemelin, Québec (Québec)
- 2014 : Solo : La République des Patriotes, Musée de St-Eustache et de ses Patriotes, Saint-Eustache, Québec (Québec)
- 2017 : Coll. : Rencontre artistes Japon/Québec, Domaine Maizeret, Québec (Québec)
- 2017 : Solo : Pluie noire, Québec (Québec)
- 2018 : Coll. : Nakano-ku, Tokyo IMS Create Tokyo 19 au 27 juin (peintres présents)
- 2019 : Coll. : Courtepeintres, Bibliothèque Roger-Lemelin, Québec (Québec) 15 mars au 14 avril
- 2019 : Coll. : Les Voûtes de la Maison Chevalier, Québec (Québec) 26 avril
- 2019 : Coll. : Exposition amitié Japon Québec, Domaine Maizerets, Québec (Québec) 9 au 12 novembre
- 2020 : Coll. : Exposition Nakano-Ku, Tokyo